# روزفلت براون
روزفلت براون (بالإنجليزية: Roosevelt Brown)‏ هو لاعب كرة قاعدة أمريكي، ولد في 3 أغسطس 1975 في فيكسبيرغ في الولايات المتحدة.

## وصلات خارجية
- روزفلت براون على موقع الدوري الياباني لكرة القاعدة (الإنجليزية)
- روزفلت براون على موقعبيزبول رفرنس.كوم (الدوري الرئيسي) (الإنجليزية)
- روزفلت براون على موقعبيزبول رفرنس.كوم (الدوري الثانوي) (الإنجليزية)
- روزفلت براون على موقع إي إس بي إن.كوم (أم.أل.بي) (الإنجليزية)
- روزفلت براون على موقع مشجعي الرسوم البيانية (الإنجليزية)